# Younn Zahary
Younn Zahary (ur. 20 października 1998 w Nantes) – komoryjski piłkarz występujący na pozycji środkowego obrońcy we litewskim klubie Žalgiris oraz w reprezentacji Komorów.

## Kariera klubowa

### SM Caen
W 2016 roku dołączył do akademii SM Caen. Zadebiutował 9 grudnia 2018 w meczu Ligue 1 przeciwko RC Strasbourg (2:2). 14 lutego 2019 podpisał profesjonalny kontrakt i został przesunięty do pierwszej drużyny.

### Pau FC
7 stycznia 2020 został wysłany na półroczne wypożyczenie do zespołu Pau FC. Zadebiutował 16 stycznia 2020 w meczu Pucharu Francji przeciwko Girondins Bordeaux (3:2). W Championnat National zadebiutował 24 stycznia 2020 w meczu przeciwko US Quevilly (0:0). W sezonie 2019/20 jego zespół zajął pierwsze miejsce w tabeli i awansował do wyższej ligi. W sierpniu 2020 wypożyczenie zostało przedłużone o rok. W Ligue 2 zadebiutował 29 sierpnia 2020 w meczu przeciwko Rodez AF (1:1). Pierwszą bramkę zdobył 8 stycznia 2021 w meczu ligowym przeciwko FC Chambly (1:3).

### SO Cholet
29 czerwca 2021 podpisał kontrakt z klubem SO Cholet.

## Kariera reprezentacyjna

### Komory
W 2019 roku otrzymał powołanie do reprezentacji Komorów. Zadebiutował 12 października 2019 w meczu towarzyskim przeciwko reprezentacji Gwinei (1:0).

## Statystyki

### Klubowe
(aktualne na dzień 20 lipca 2021)
| Klub               | Sezon              | Liga                 | Liga  | Liga   | Puchar kraju | Puchar kraju | Puchar ligi | Puchar ligi | Suma  | Suma   |
| Klub               | Sezon              | Liga                 | Mecze | Bramki | Mecze        | Bramki       | Mecze       | Bramki      | Mecze | Bramki |
| ------------------ | ------------------ | -------------------- | ----- | ------ | ------------ | ------------ | ----------- | ----------- | ----- | ------ |
| SM Caen            | 2018/19            | Ligue 1              | 12    | 0      | 1            | 0            | 0           | 0           | 13    | 0      |
| SM Caen            | 2019/20            | Ligue 2              | 3     | 0      | 0            | 0            | 1           | 0           | 4     | 0      |
| SM Caen            | Ogólnie            | Ogólnie              | 15    | 0      | 1            | 0            | 1           | 0           | 17    | 0      |
| Pau FC (wyp.)      | 2019/20            | Championnat National | 7     | 0      | 2            | 0            | 0           | 0           | 9     | 0      |
| Pau FC (wyp.)      | 2020/21            | Ligue 2              | 13    | 1      | 0            | 0            | –           | –           | 13    | 1      |
| Pau FC (wyp.)      | Ogólnie            | Ogólnie              | 20    | 1      | 2            | 0            | 0           | 0           | 22    | 1      |
| Ogólnie w karierze | Ogólnie w karierze | Ogólnie w karierze   | 35    | 1      | 3            | 0            | 1           | 0           | 39    | 1      |

### Reprezentacyjne
(aktualne na dzień 20 lipca 2021)
| Reprezentacja | Rok     | Mecze | Bramki |
| ------------- | ------- | ----- | ------ |
| Komory        |         |       |        |
| 2019          | 1       | 0     |        |
| 2020          | 0       | 0     |        |
| 2021          | 1       | 0     |        |
| Ogólnie       | Ogólnie | 2     | 0      |

| Mecze i gole w reprezentacji | Mecze i gole w reprezentacji | Mecze i gole w reprezentacji | Mecze i gole w reprezentacji | Mecze i gole w reprezentacji | Mecze i gole w reprezentacji | Mecze i gole w reprezentacji | Mecze i gole w reprezentacji    |
| Lp.                          | Data                         | Miejsce                      | Gospodarz                    | Gość                         | Wynik                        | Gol                          | Rozgrywki                       |
| ---------------------------- | ---------------------------- | ---------------------------- | ---------------------------- | ---------------------------- | ---------------------------- | ---------------------------- | ------------------------------- |
| 1.                           | 12.10.2019                   | Konakry                      | Komory                       | Gwinea                       | 1:0                          |                              | Mecz towarzyski                 |
| 2.                           | 25.03.2021                   | Moroni                       | Komory                       | Togo                         | 0:0                          |                              | el. Pucharu Narodów Afryki 2021 |

## Sukcesy

### Pau FC
- Mistrzostwo Championnat National (1×): 2019/2020